# Arctosa nivosa
Arctosa nivosa este o specie de păianjeni din genul Arctosa, familia Lycosidae. A fost descrisă pentru prima dată de Purcell, 1903. Conform Catalogue of Life specia Arctosa nivosa nu are subspecii cunoscute.